# I Should Have Cheated
I Should Have Cheated este cel de-al treilea single extras de pe albumul de debut al cântăreței Keyshia Cole. A fost promovată numai în S.U.A.; piesa a beneficiat și de un videoclip.

## Clasamente
| Clasament                            | Poziția maximă |
| ------------------------------------ | -------------- |
| U.S. Billboard Hot 100               | 19             |
| U.S. Billboard Hot R&B/Hip-Hop Songs | 3              |
| U.S. Billboard Pop 100               | 54             |
| Irlanda                              | 43             |